# Секуритатеа
Секуритатеа (на румунском безбедност; званични назив Departamentul Securităţii Statului, Министарство за државну безбедност), је била обавештајна служба и озлоглашена тајна полиција Народне Републике Румуније. Пређашња румунска служба безбедности се звала Siguranţa statului (Сигурност државе). Секуритатеа је била, у односу на број становника Румуније, највећа тајна полиција у Источном блоку. Под Чаушескуом, ово је била најбруталнија полицијска јединица на свету која је одговорна за убиства и мучења хиљада људи.

## Историја

### Оснивање
Генерална дирекција за безбедност народа (румунски иницијали: ДГСП, али уобичајено само Секуритатеа) је званично основана, под блиским вођством официра совјетског КГБ, 30. августа, 1948. декретом 221/30. Међутим, ефективно је постојала од 1944, када су комунисти почели у великој мери да се инфилтрирају у министарство унутрашњих послова.
Декларисана сврха је била „одбрана демократских постигнућа и гаранција безбедности Румунске Народне Републике од унутрашњих и спољњих непријатеља."
На позицију директора Секуритатее је постављен генерал Георге Пинтилие (право име Пантелеј Бондаренко; познат као Пантјуша), док су два совјетска официра била на местима заменика директора. У пракси, два совјетска официра, генерал-мајори Александру Николши (који је у ствари био Румун рођен у Бесарабији) и Владимир Мазуру, су држали моћ у својим рукама, и нико није могао да буде постављен у руководство Секуритатее без њиховог одобрења.
У почетку, велики број агената Секуритатее су били бивши чланови Краљевске сигурносне полиције (Генерални директорат безбедносне полиције - Direcţia Generală a Poliţiei de Siguranţă). Међутим, није прошло пуно времена пре него што је Пинтилие наредио да се ухапси свако ко је служио у краљевској полицији у било ком својству, а на место ухапшених је поставио загрижене чланове комунистичке партије, како би осигурао потпуну лојалност унутар организације.
Први буџет Секуритатее из 1948. је предвиђао 4641 радно место, од чега је 11. фебруара 1949, било запошљено 3549: било је 64% радника, 4% сељака, 28% службеника, 2% особа неодређеног порекла, и 2% интелектуалаца.

### Кампања против „класних непријатеља“
До 1951, бројност особља Секуритатее је порасла пет пута, заједно са ескалацијом класних борби у Румунији. Те године је Секуритатеа, на захтев партије, почела да систематски истребљује противнике режима. Успостављени су специјални затвори за „класне непријатеље“, у које су људи слани, обично без налога, суђења или истраге. У овим затворима, затвореници су или терани да раде до смрти, или извођени пред стрељачки вод.
1964, влада је прогласила амнестију, и 10.014 (према званичним статистикама Секуритатее) људи је пуштено из ових затвора. Међутим, пропаганда је (лажно) тврдила да више нема политичких затвореника у Румунији, иако су хапшења због „завера против социјалног реда“ или просто „завереништва“ била честа.

### „Позив на савест народа“
Након ове амнестије, Секуритатеа је „позивала на савест народа“, што је у пракси значило да је ова организација у великој мери повећала употребу доушника. Многи Румуни су путем уцена били приморани да оптужују своје пријатеље или чланове породица, мада су многи добровољно постајали доушници ради личних освета. Доушници су потписивали уговор у коме су обећавали да ће „обавештавати о претњама за државу“.
Током 1980-их, Секуритатеа је започела широку кампању искорењивања различитог мишљења, манипулисањем становништва помоћу гласина (као што су наводни контакти са западним обавештајним службама), махинација, намештаљки, јавних осуда, охрабривања сукоба између делова становништва, јавног понижавања дисидената, пооштрене цензуре и репресије према и најмањим актима независности интелектуалаца.
Насилни упади у домове и канцеларије су били још једна од тактика Секуритатее за прикупљање информација од становништва.

### Пад
Секуритатеа је укинута касне 1989, након пада комунистичког диктатора Чаушескуа.
До 2005. је било опште прихваћено да је до самог краја Чаушескуове владавине, Секуритатеа била жестоко лојална власти. Међутим, у румунским новинама су након окончања другог председничког мандата пост-комунистичког лидера, Јона Илијескуа, објављивани чланци, који сугеришу да су велики делови Секуритатее у ствари били умешани у пад Чаушескуа. Ову теорију подржава чињеница да је унутар саме Секуритатее постојао снажан покрет против Чаушескуа (види Јон Михаи Пацепа).
За велики број милионера у данашњој Румунији се сумња или зна да су били високи чланови или сарадници Секуритатее.

## Организација

### Генерални директорат за техничке операције
Генерални директорат за техничке операције је био кључни део Секуритатее. Основан је уз совјетску помоћ 1954, и служио је да прати гласовне и електронске комуникације унутар, и изван Румуније. Прислушкивао је телефоне и пресретао све телеграфске и телепринтерске поруке. Постављао је микрофоне у јавне и приватне зграде.

### Директорат за контра-шпијунажу
Директорат за контра-шпијунажу је пратио све странце у Румунији, и трудио се да отежа контакте између странаца и Румуна. Контакти који нису могли да буду спречени, су надзирани. Овај директорат је користио различите мере како би спречио да Румуни живе са странцима. Једну од ових мера је представљао захтев да се сви познати странци пријаве Секуритатеи у року од 24 сата. Овај директорат је такође спречавао Румуне да траже азил у страним амбасадама.

### Директорат за казнионице
Директорат за казнионице је управљао румунским затворима, који су били познати по лошим условима. Затвореници су редовно тучени, ускраћивана им је медицинска нега, одузимана им је пошта, а понекада су им даване смртоносне дозе отрова.

### Директорат за унутрашњу безбедност
Директорат за унутрашњу безбедност је био задужен за искорењивање различитих мишљења у самој комунистичкој партији. Овај директорат је деловао као Секуритатеа за Секуритатеу, и био је задужен за прислушкивање других чланова Секуритатее како би се обезбедила потпуна лојалност.

### Национална комисија за визе и пасоше
Национална комисија за визе и пасоше је контролисала сва путовања и емиграцију у, и изван Румуније. Емиграција није била могућа осим за високе партијске званичнике, а обични Румуни који би поднели захтев за емиграцију би обично одмах били отпуштени, и не би могли да раде ништа осим физичких послова. Када су прописи о емиграцији олабављени 1988, 40.000 Румуна је пребегло у Мађарску.

### Директорат за безбедносне трупе
Директорат за безбедносне трупе је деловао као паравојна формација владе, са људством које је бројало 20.000, и наоружана артиљеријом. Овај директорат је чувао телевизијске и радио станице, као и партијске зграде. Како би се осигурала потпуна лојалност међу овим трупама, било је пет пута више политичких официра у Директорату за безбедносне трупе, него што је било у регуларној армији. у случају пуча, овај директорат би био позван да штити режим. Припадници ових трупа су уживали посебан третман, и често су живели у бољим условима од опште популације.

### Директорат за милицију
Директорат за милицију је контролисао стандардне румунске полицијске снаге, које су извршавале обичне послове, као што је контрола саобраћаја.

### V директорат
V директорат су сачињавали телохранитељи за високе владине званичнике.